# Alfabeto sorabe
O sorabe é um alfabeto de origem árabe adaptado para transcrever as línguas do sudeste de Madagascar, especialmente o dialeto antemoro malgaxe e anteriormente usado para transcrever a língua malgaxe.

## História
Pesquisadores ainda estão fazendo hipóteses sobre as origens do alfabeto Sorabe. "Sorabe" significa literalmente "escritas grandes" a partir do árabe "sura" (escrita) e do malgaxe "be" (grande). Essa denominação pode indicar a existência de um sistema de escrita anterior com caracteres menores de origem sânscrita, usados no Sudeste Asiático, como evidenciado em algumas palavras malgaxes.
Tradicionalmente, os pesquisadores especulavam que esse sistema de escrita foi introduzido por meio de contatos comerciais dos malgaxes com muçulmanos árabes. No entanto, estudos mais recentes sugerem que esse esquema de escrita pode ter sido introduzido por muçulmanos javaneses. Existem notáveis semelhanças entre o sorabe e a escrita pegon, que é a variante javanesa do alfabeto árabe.
Cerca de centenas de manuscritos antigos escritos no alfabeto Sorabe sobreviveram até os dias atuais, embora o manuscrito mais antigo possa ter sido escrito não antes do século XVII. Esses "Sorabe" são encadernados em couro e os textos são nomeados de acordo com a cor da pele. A maioria dos textos contém fórmulas mágicas, mas também há alguns textos históricos sobre a origem de algumas tribos do sudeste da ilha de Madagascar. Essas origens são atribuídas a Meca ou ao profeta Maomé, embora a prática do Islã não seja vista nos textos.
O conhecimento do sorabe se espalhou por toda Madagascar desde o século XVIII, e o rei merina Andrianampoinimerina trouxe escribas antemoro para ensinar a escrita às crianças da corte. Foi assim que, desde a infância, o futuro rei Radama sabia ler e escrever.
Atualmente, o malgaxe é escrito usando o alfabeto latino, introduzido em 1823.